# Tomb Raider (film)
Tomb Raider – amerykańsko-brytyjski film przygodowy z 2018, w reżyserii Roara Uthauga do scenariusza Genevy Robertson-Dworet i Alastaira Siddonsa. Stanowi adaptację gry produkcji Crystal Dynamics z 2013 roku pod tym samym tytułem, zawierając również elementy fabularne z jej kontynuacji, Rise of the Tomb Raider.

## Obsada
| Postać         | Aktor                | Dubbing             |
| -------------- | -------------------- | ------------------- |
| Lara Croft     | Alicia Vikander      | Kinga Suchan        |
| Richard Croft  | Dominic West         | Radosław Krzyżowski |
| Matthias Vogel | Walton Goggins       | Krzysztof Zawadzki  |
| Ana Miller     | Kristin Scott Thomas | Dorota Landowska    |
| Lu Ren         | Daniel Wu            | Paweł Krucz         |
| Yaffe          | Derek Jacobi         | Stanisław Biczysko  |

## Produkcja
W 2011 roku wytwórnia GK Films nabyła prawa do stworzenia filmu na podstawie serii gier Tomb Raider, zamierzając stworzyć produkcję typu origin story, stanowiącą zarazem reboot cyklu, w którym główną rolę zagrała Angelina Jolie. Darrell Gallagher, dyrektor studia Crystal Dynamics, wyjawił w wywiadzie dla magazynu „Variety”, że film będzie koncentrował się na młodszej Larze Croft. 27 marca 2013 ogłoszono, że całość współprodukowana będzie przy współudziale wytwórni Metro-Goldwyn-Mayer, a założyciel GK Films, Graham King, będzie jej producentem. 12 czerwca tego samego roku MGM wybrała do napisania scenariusza Marti Noxon. 25 lutego 2015 ogłoszono, że Warner Bros. będzie współpracowało z MGM przy produkcji, a scenariusz napisany zostanie przez Evana Daugherty’ego. 17 listopada poinformowano, że jako reżysera zatrudniono Norwega Roara Uthauga. Tego samego dnia ogłoszono również, że Tomb Raider ma być pierwszą częścią większego cyklu, a scenariusz ostatecznie napisze Geneva Robertson-Dworet, kończąc skrypt opracowywany wcześniej przez Marka Fergusa i Hawka Ostby’ego.
W marcu 2016 roku reżyser potwierdził, że film zrealizowany zostanie na podstawie gry Tomb Raider z 2013 roku i będzie produkcją typu origin story. 10 marca w serwisie Deadline ukazała się informacja, że wśród aktorek, które producenci chcieliby zatrudnić do głównej roli, znajduje się m.in. znana z Gwiezdnych wojen: Przebudzenia Mocy Daisy Ridley. 28 kwietnia magazyn „The Hollywood Reporter” potwierdził oficjalnie, że w Larę Croft wcieli się Alicia Vikander. 7 grudnia poinformowano, że Walton Goggins wcieli się w ojca Matthiasa, przywódcę tajemniczego kultu, a zarazem antagonistę. Goggins, zapytany o fabułę filmu, odpowiedział, że stanowi ona połączenie Poszukiwaczy zaginionej arki i powieści Victory: An Island Tale Josepha Conrada. 11 stycznia 2017 roku „Variety” poinformowało, że Daniel Wu wcieli się w postać Lu Rena, kapitana statku, który wspomaga Larę w poszukiwaniach jej ojca. 27 stycznia ogłoszono, że w roli lorda Richarda Crofta, ojca Lary, obsadzony został Dominic West. W kwietniu do obsady dołączyła Hannah John-Kamen, a w czerwcu Antonio Aakeel, mający wcielić się w przyjaciela Lary – Nitina.
Okres zdjęciowy rozpoczął się 23 stycznia 2017 roku w Kapsztadzie, a zakończył 9 czerwca w należącym do Warner Bros. studiu filmowym w brytyjskim Leavesden.
18 września 2017 roku zaprezentowano pierwszy plakat filmu oraz teaser zwiastuna, z kolei pełna wersja pełnego zwiastuna opublikowana została 20 września.

## Dystrybucja
Premiera filmu miała miejsce 2 marca 2018 roku w Berlinie, na którą zaproszono m.in. cosplayerki wcielające się w Larę Croft. W Stanach Zjednoczonych premiera odbyła się 16 marca, dzień po piątej rocznicy wydania gry, na motywach której bazuje film. W większości krajów świata premiera filmu miała miejsce pomiędzy 8. a 16 marca, wyjątkami są Japonia (21 marca) i Polska (6 kwietnia). Film wyświetlany jest również w technologii Imax 3D.
Adrian Askarieh, producent filmu Just Cause, bazującego na grze pod tym samym tytułem, podobnie jak Tomb Raider należącej do firmy Square Enix, w wywiadzie dla serwisu IGN zapowiedział, że możliwe jest stworzenie wspólnego filmowego uniwersum bazującego na grach Square Enix. Poza Tomb Raiderem i Just Cause miałyby do niego należeć filmy oparte na seriach gier Hitman, Deus Ex i Thief.

## Odbiór

### Krytyka
W agregatorze recenzji Rotten Tomatoes film otrzymał ocenę 49% na podstawie 237 recenzji, przy średniej ocen 5,4/10. Strona podsumowuje, że „Tomb Raider odświeża serię znacznie bardziej realistycznym podejściem i aktorką, która jest bardziej niż odpowiednia do powierzonego jej zadania. Żaden z tych elementów nie został jednak odpowiednio wykorzystany wobec nieciekawej historii”. Mimo to, Tomb Raider jest najlepiej ocenianą aktorską ekranizacją gry komputerowej w historii serwisu. W serwisie Metacritic film otrzymał średnią ocen 48/100 na podstawie 53 recenzji. W CinemaScore widzowie ocenili film na „B” w skali od A+ (najlepsza ocena) do F (najgorsza) – taką samą ocenę otrzymała Lara Croft: Tomb Raider z 2001 roku.

### Box office
W Stanach Zjednoczonych Tomb Raider debiutował wraz z filmami Twój Simon i I Can Only Imagine. Analitycy przewidywali, że podczas pierwszego weekendu wyświetlania w 3855 kinach zarobi 23-29 mln dolarów. W ciągu pierwszego dnia wygenerował przychód w wysokości 9,1 mln (wliczając pokazy przedpremierowe w czwartek), a po pierwszym weekendzie – 23,5 mln, plasując się na drugim miejscu amerykańskiego box office’u, za debiutującym ponad miesiąc wcześniej Czarną Panterą. Do 2 kwietnia 2018 roku zyski ze sprzedaży biletów na całym świecie wyniosły 272,4 mln dolarów. Zyski z wydania filmu na DVD oraz Blu-Ray wynoszą około 13,2 mln dolarów Według analityków, żeby Tomb Raider zwrócił koszty produkcji, musi zarobić co najmniej 275 milionów.